# Swedish Ladies Ystad
Lo Swedish Ladies Ystad è un torneo professionistico di tennis giocato su campi in terra rossa. Fa parte dell'ITF Women's Circuit. Si gioca annualmente a Ystad in Svezia.

## Albo d'oro

### Singolare
| Anno | Campionessa     | Finalista          | Punteggio |
| ---- | --------------- | ------------------ | --------- |
| 2011 | Dia Evtimova    | Jana Čepelová      | 6–3, 6–4  |
| 2012 | Carina Witthöft | Valerija Solov'ëva | 6–2, 6–1  |
| 2013 | Danka Kovinić   | Melanie Klaffner   | 6–3, 6–3  |

### Doppio
| Anno | Campionesse                     | Finaliste                          | Punteggio        |
| ---- | ------------------------------- | ---------------------------------- | ---------------- |
| 2011 | Alexandra Cadânţu Diana Enache  | Mervana Jugić-Salkić Emma Laine    | 6–4, 2–6, [10–5] |
| 2012 | Magda Linette Katarzyna Piter   | Oksana Kalašnikova Lenka Wienerová | 6–3, 6–3         |
| 2013 | Kristina Barrois Lina Stančiūtė | Monique Adamczak Pemra Özgen       | 6–4, 7–5         |